# Алагва
Ала́гва (ваалагва, екзонім суахілі васі / Wasi, ваасі, асі) — відносно невеликий кушитський народ у Танзанії.

## Територія проживання, чисельність, мова та релігія
Алагва належать до невеликого кластеру народностей Танзанії, відомих як південні кушити. Проживають у центрі країни, адміністративно це район Кондоа регіону Додоми. 
Існує різна статистика щодо чисельності людей алагва — так, станом на 2009 рік її визначають у 53 тисячі осіб, інші джерела стверджують, що алагва практично на цей же період (2008) є однією з найменших етногруп чисельністю в 30 тисяч осіб. Частково алагва перемішані з сандаве.
Розмовляють мовою кіалагва (часі) південної підгрупи кушитської групи афразійської мовної родини, буквально новостворена (використовується з 2014 року) писемність на латинській графічній основі. Лексично мова дуже близька до мови кібурунге, а граматично — до мови іраку. Діалекти невідомі. Також вживають мову суахілі й лангі (мова народу ірангі). Крім суахілі через поширену серед алагва ісламську освіту знаються на арабській.    
За релігією серед людей алагва переважно мусульмани, зберігаються залишки традиційних вірувань.

## З етнічної історії
Як і решта кушитів, алагва виводять своє походження з півночі.
Алагва тісно споріднені з народом бурунгі. Первинно алагва з бурунгі складали один етнос і займали єдину етнічну територію. Коли на ці землі прибули банту ірангі, вони вклинились у цю етнічну спільноту й розділили її на 2 групи — північно-західну, що з часом стала народом алагва, і, відповідно, південно-східну (бурунгі).
Іслам серед алагва, на відміну від бурунгі, поширився й став панівною релігією, ще в до- й колоніальний період. Незначна християнська громада в алагва почала формуватись лише у 1950-х роках.
За незалежності Танзанії (з 1960-х років) в поселеннях алагва з'явились загальнодержавні медичні пункти й школи, причому сільська громада вважається відповідальною за утримання приміщень і присадибних ділянок цих закладів у належному стані.

## Економіка та культура
Алагва — фермери, основними культурами яких є кукурудза та просо. Рілля розташована відносно близько до садиб і сіл. Сільськогосподарський календар підпорядковується дощовому сезону, відповідно обробка землі починається в грудні й триває зазвичай до травня. Також люди алагва тримають худобу — як велику рогату, так і кіз і курей.
Попри наявність медпунктів в окремих поселеннях, у алагва залишаються традиційні знахарі, що користуються в суспільстві незмінною шаною. 
Будинки алагва зроблені з обпаленої цегли, і в кожному селі принаймні одна спільна піч для обпалення цегли. В кожній хатині є велика кімната з високою стелею, що служить для приготування їжі, одночасно їдальнею й приймальнею для гостей. Менші покої, за центральною кімнатою, для спання. Покрівля хатин або з цинку (баті/ bati), або з трави (трав'яні стріхи дуже виділяються висотою). Обійстя часто обгороджені високим і міцним тином з трави, гілок і палок. Подвір'я обійсть охайні й ретельно підметені.
Основу раціону алагва складають страви (каші) з кукурудзи й проса.